# 德安富內斯 (科爾多瓦省)
30°26′S 64°21′W / 30.433°S 64.350°W

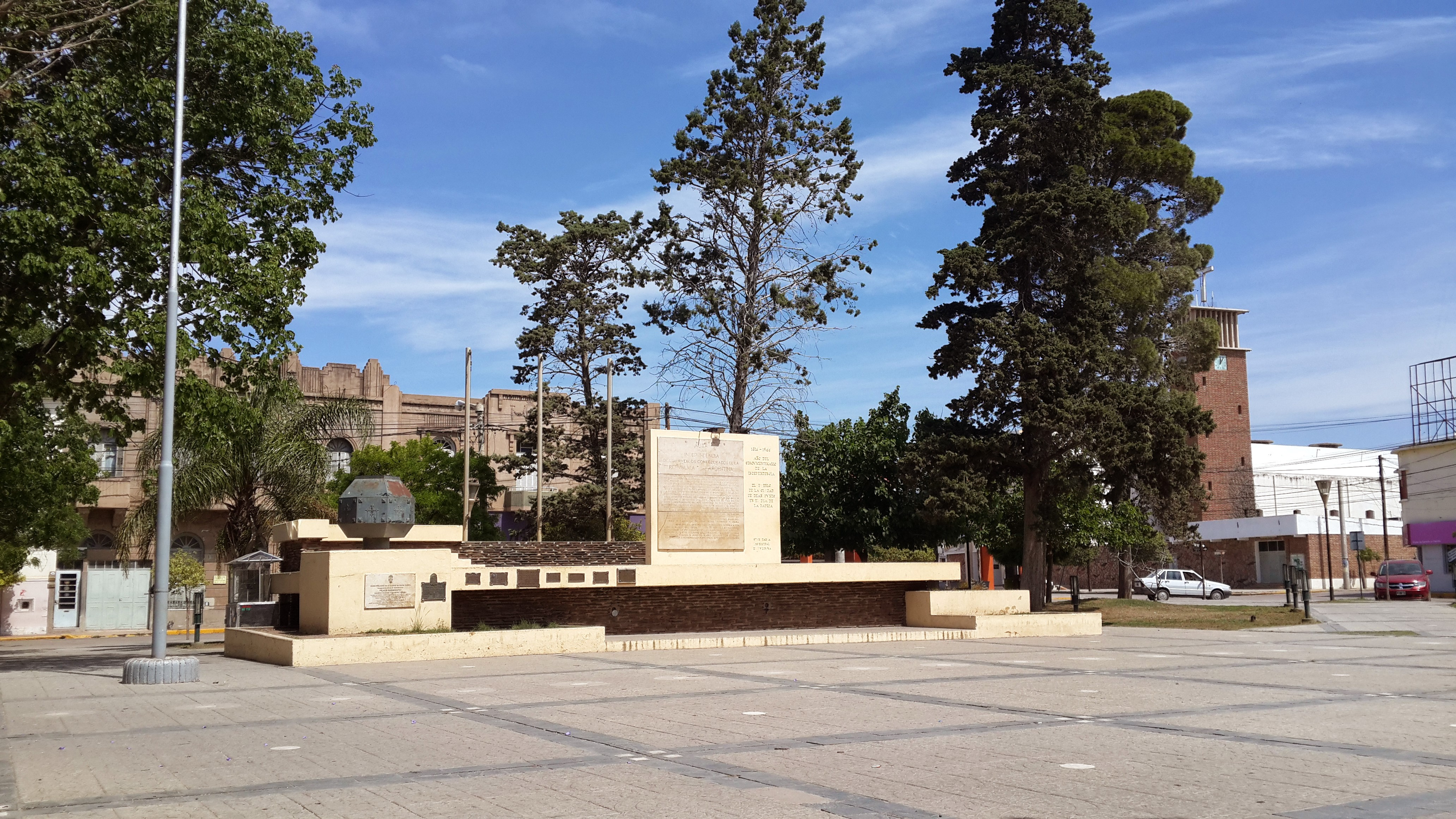
德安富內斯

德安富內斯（西班牙語：Deán Funes），是阿根廷的城市，位於該國中部科爾多瓦省，是伊斯奇林縣的首府，距離科爾多瓦118公里，始建於1875年3月9日，海拔高度679米，2010年人口21,211。